# Legge elettorale italiana del 1919
La legge elettorale italiana del 1919 fu la legge elettorale adottata dal Regno d'Italia nelle elezioni del 1919 e del 1921 (XXIV e XXV legislatura).

## Caratteristiche
La riforma elettorale fu regolata in due tappe: la prima fu la legge n°1985 del 16 dicembre 1918 approvata durante il Governo Orlando, che concesse il diritto di voto a tutti gli ex combattenti anche minorenni e fu il coronamento della promessa solenne presa dal Governo italiano in caso di vittoria dopo la disfatta di Caporetto; la seconda fu la legge n°1401 del 15 agosto 1919, approvata dal Governo Nitti I su pressione del Partito Popolare Italiano e del Partito Socialista Italiano per passare al sistema proporzionale.
Rispetto alla legge elettorale del 1912, la nuova normativa estendeva il diritto di voto a tutti i cittadini maschi che avessero compiuto 21 anni o avessero prestato il servizio militare. Veniva inoltre introdotto il sistema proporzionale in modo da tradurre in forza parlamentare il crescente consenso delle due grandi organizzazioni politiche di massa, che nei vecchi collegi uninominali si trovavano invece in difficoltà contro i più conosciuti candidati liberali ben radicati da decenni sul territorio.
La formula elettorale fu il metodo D'Hondt applicato distintamente a ciascuna delle 54 circoscrizioni costituite da una o più province contigue, in modo che ciascuna eleggesse da 5 a 20 deputati. Le liste potevano essere complete o incomplete: nel secondo caso l'elettore aveva possibilità di completarla inserendovi in fondo i nomi di candidati di altre liste secondo il meccanismo del panachage. Qualora l'elettore avesse scelto una lista completa o avesse rinunciato al diritto di aggiunta di una lista incompleta, aveva la possibilità di esercitare il voto di preferenza per un numero di candidati da uno a quattro a seconda della grandezza della circoscrizione. All'interno di ciascuna lista i candidati venivano eletti secondo la somma dei voti di preferenza e dei voti aggiuntivi ottenuti.

## Effetti
I due principali aspetti del nuovo meccanismo proporzionale, ossia la suddivisione in tante piccole circoscrizioni provinciali, e la facoltà di aggiungere candidati esterni alle liste incomplete, fu il risultato di un compromesso fra due tendenze antitetiche. Da una parte la ripartizione dei seggi su base quasi provinciale garantiva un netto vantaggio ai due partiti maggiori, il PSI e il PPI, che venivano favoriti nel gioco dei resti anche in virtù dell'adozione del metodo D'Hondt; dall'altro lato il sistema dei voti aggiuntivi favoriva invece le molteplici liste liberali che, già avvantaggiate dal meccanismo delle preferenze che dava maggior risalto ai propri candidati ben più conosciuti di quelli socialisti e popolari, potevano usufruire di un voto di lista supplementare ogni volta che mettevano insieme tanti voti aggiuntivi quanti erano i candidati da eleggere, invero falsando così il principio di uguaglianza del voto.

## Circoscrizioni del 1919
Il quadro delle circoscrizioni e il numero dei deputati furono approvati con regio decreto 10 settembre 1919 n°1576.
1. Alessandria, 13
2. Ancona con Pesaro, 9
3. Aquila, 7
4. Avellino, 7
5. Bari, 12
6. Bergamo, 7
7. Bologna, 8
8. Brescia, 8
9. Cagliari, 7
10. Caltanissetta, 5
11. Campobasso con Benevento, 11
12. Caserta, 13
13. Catania, 10
14. Catanzaro, 8
15. Chieti, 6
16. Como con Sondrio, 11
17. Cosenza, 8
18. Cremona, 5
19. Cuneo, 12
20. Ferrara con Rovigo, 8
21. Firenze, 14
22. Foggia, 6
23. Genova con Porto Maurizio, 17
24. Girgenti, 6
25. Lecce, 10
26. Lucca con Massa, 8
27. Macerata con Ascoli Piceno, 8
28. Mantova, 5
29. Messina, 8
30. Milano, 20
31. Napoli, 17
32. Novara, 12
33. Padova, 7
34. Palermo, 12
35. Parma con Piacenza, Modena e Reggio Emilia, 19
36. Pavia, 8
37. Perugia, 10
38. Pisa con Livorno, 7
39. Potenza, 10
40. Ravenna con Forlì, 8
41. Reggio Calabria, 7
42. Roma, 15
43. Salerno, 10
44. Sassari, 5
45. Siena con Arezzo e Grosseto, 10
46. Siracusa, 6
47. Teramo, 5
48. Torino, 19
49. Trapani, 5
50. Treviso, 7
51. Udine con Belluno, 12
52. Venezia, 6
53. Verona, 7
54. Vicenza, 7